# Kalid Gaillard
Kalid Gaillard (1º maggio 1991) è un calciatore americo-verginiano, di ruolo difensore.

## Carriera

### Club
Dal 2007 gioca con gli Upsetters.

### Nazionale
Ha esordito in Nazionale nel 2008.